# Széll Farkas
Bessenyei Széll Farkas (másként: Szél; Hódmezővásárhely, 1844. április 28. – Budapest, Ferencváros, 1909. december 17.) királyi ítélőtáblai tanácselnök, jogász, író, költő, történész, könyvgyűjtő, régész; Széll Lajos orvos és Széll Ákos ügyvéd bátyja.

## Élete
Régi kálvinista nemesi család sarja, Széll Sámuel református lelkész és nagybesenyői Bessenyey Anna fia. A gimnáziumot Debrecenben és Nagykőrösön végezte; ezután a jogi szakot hallgatta és ügyvédi oklevelet szerzett. 1868. június 15-én Csongrád vármegye szegedi járásának esküdtjévé választották. 1870-ben Szegeden megnősült. 1871. március 30-án tiszteletbeli szolgabíró, 1874-ben kunszentmártoni járásbíró lett. A bíróságok szervezésekor államszolgálatba lépett: 1878. január 4-én karcagi törvényszéki bíróvá, 1882. október 31-én a budapesti királyi ítélőtáblához pót-, 1887. január 1-jén rendes bíróvá nevezték ki és itt az I. bűnügyi tanács tagja volt. 1891. január 28-án pedig a debreceni királyi ítélőtábla tanácselnöke lett. Hivatalos működése mellett, melynek legnevezetesebb pontja a híres tiszaeszlári per referálása volt, talált időt tudományos foglalkozásra is. Még mint kunszentmártoni járásbíró régészeti társulatot alakított, mely több eredményes ásatást is eszközölt; ezért számos történelmi tárgyú dolgozatot tett közzé, amelyekért a Magyar Történelmi Társulat, az országos régészeti és embertani társulat, a heraldikai és genealógiai társulat és a Magyar Nyelvtudományi Társaság igazgató-választmányának tagjává, a debreceni Csokonai-kör pedig elnökévé választotta (1895. április 20.). Amellett mint szenvedélyes régiség- és könyvgyűjtő, egyedi és ritka példányokban gazdag könyvtárából többször közölt könyvészeti adatokat a Magyar Könyv-Szemlében. 1896-ban régi magyar nemessége épségben tartása mellett a bessenyei előnév adományozásával tüntették ki. 1907 augusztusában saját kérelmére történt nyugdíjaztatása alkalmából a király érdemei elismeréséül a Ferenc József-rend középkeresztjét adományozta neki. Ezután Budapesten telepedett le. Felesége csalticzi váli Vály Mária, fogadott leánya Kubelik Jánosnak, a világhírű hegedűművésznek a felesége volt. Elhunyt 1909. december 17-én dülmirigyrák következtében, örök nyugalomra helyezték 1909. december 18-án a Kerepesi úti temetőben (17/2-1-140).

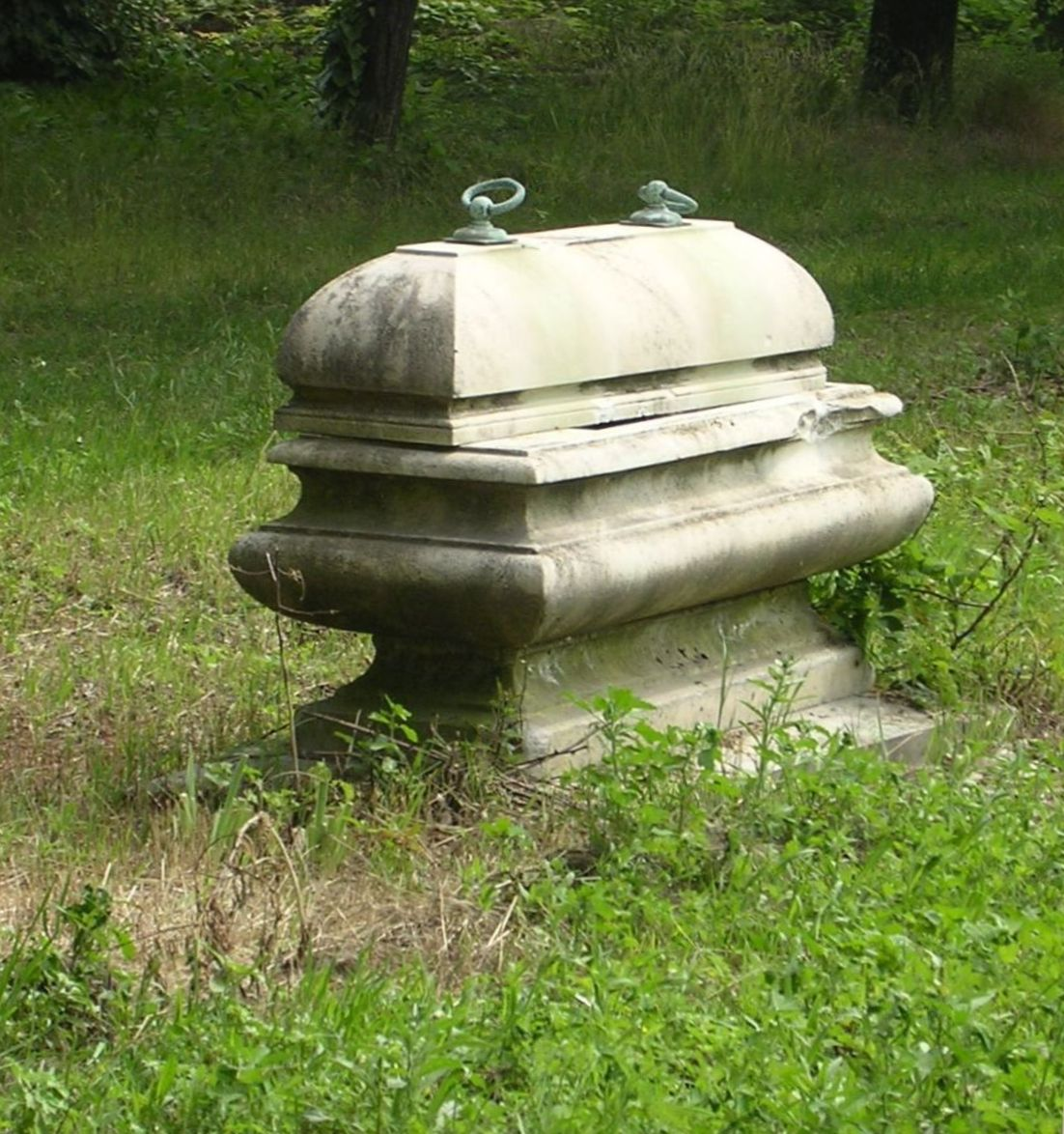
Sírja a Fiumei úti sírkertben, 2004-ben (17/2-1-140)

## Írásai
Költeményeket írt a Hölgyfutárba (1861-64), a Széchenyi Emlékkönyvbe (1861), Tavasz c. zsebkönyvbe (1861), Thaliába (1862), a Hódmezővásárhelyi Naptárba (1862. A bujdosó, költői beszély) sat.; cikkei a Balatonfüredi Naplóban (1861. 11. sz. Uti képek Siklós és vidékéről); a Szépirodalmi Figyelőben (1861-62. Szerb lakodalmi dalok és szokások, Wessely után), Századokban (1872. Békés- és Csongrád-megyei régi magyar községi pecsétek, 1873. Ráolvasás és titokőrzés, Még egyszer Ráday Pál sírirata, Csongrád vármegye főispánjai), a Sárospataki Füzetekben (VI. 1862. A hódmező-vásárhelyi ó templom építése, hódmező-vásárhelyi anyakönyvi följegyzések), a Vasárnapi Ujságban (1863. A magyar református papok öltözete a reformátiótól kezdve a legújabb időig, 1866. A nazarénusokról), a Pesti Naplóban (1871. 267. sz. Bessenyei György sírja és levéltára), a Reformban (1872. 341. sz. Bessenyei György végrendelete), a Honban (1879. 197., 198. sz. Utóhangok Höke Lajos «Csöndes évek» cz. czikkéhez); a Magyar Könyv-Szemlében (1890. Újabb adalékok Komáromi Csipkés György bibliájához), a Magyar Nyelvőrben (1905., 1896), a Magyar Nyelvben (1907. Csokonainak egy félreértett helye) sat.

## Munkái
- A tiszazugi archaeologiai magántársulat 1876-iki ásatásainak leírása...
- Költemények. Karczag, 1879.
- Egy XVI. századbeli codex historiás énekei. Bpest, 1884. (Felfedezte és ismertette, melyben Bankó leánya cz. ének is foglaltatik. Különnyomat a Századokból. Ism. Figyelő XVIII. 1885).
- Buda védelme 1849. májusban. (Osztrák katonatisztek naplója). Saját gyűjteményéből közzétette. Uo. 1886. (Különnyomat a Pesti Napló 2., 3., 6. és 8. sz.-ból).
- A nagybesenyői Bessenyey-család története. Írta és oklevéltárral ellátta. Uo. 1890. Két arczképpel és hasonmásokkal. (Ism. Vasárnapi Ujság 25. sz.).
- Kihalt-e a Telekesi Török család? Uo. 1891. (Különny. a Turulból).
- A becstelenítés és a biróság előtti megkövetés a Debreczen városi régi jogban. Kézirat gyanánt. Debreczen, 1897.
- Testi büntetések a Debreczen város régi jogban. Uo. 1903.